# GSC1876-609
GSC1876-609 — хімічно пекулярна зоря спектрального класу B8, що має видиму зоряну величину в смузі V приблизно 12,0.

## Пекулярний хімічний вміст
Зоряна атмосфера GSC1876-609 має підвищений вміст 
Si
.